# Habenaria buettneriana
Espèce
Synonymes
- Habenaria graminea A.Chev.[1]

Habenaria buettneriana est une espèce de plantes à fleurs de la famille des Orchidées et du genre Habenaria, présente dans plusieurs pays d'Afrique tropicale : Nigeria, Sao Tomé-et-Principe, Afrique de l'Est.